# Station Sumpiuh
Sumpiuh is een spoorwegstation in de Indonesische provincie Midden-Java.